# Manoir de la Cour (Sainte-Croix-sur-Orne)
Le manoir de la Cour est une demeure du XVe siècle et XVIIe siècle du département de l'Orne, inscrite au titre des monuments historiques en 2011. Réputé dans la région du Houlme, le manoir est un exemple intéressant de manoir du XVe siècle.

## Localisation
Le manoir de la Cour est situé sur le territoire de l'ancienne commune de Sainte-Croix-sur-Orne, dans le département de l'Orne, devenue le 1er janvier 2016 une commune déléguée au sein de la commune nouvelle de Putanges-le-Lac. Il est situé au lieu-dit la Cour de Sainte-Croix, à proximité de l'église.

## Histoire
L'édifice dans sa forme actuelle est daté de la deuxième moitié du XVe siècle et du XVIIe siècle. Les bâtisseurs de l'édifice sont la famille Osmont de Bray, et le bien passe dans les possessions de deux familles seigneurs de Putanges.
Le manoir est agrandi vers 1660-1690. Au début du XIXe siècle, la propriété est scindée en deux et des modifications ont eu lieu dans le même siècle.
L'édifice est inscrit au titre des monuments historiques le 28 décembre 2011 en particulier les éléments suivants : les façades et toitures du logis, les cheminées et les deux pièces à feu du rez-de-chaussée, la grange, le système hydraulique.

## Description
Le matériau de construction utilisé dans l'édifice est le granit.
La façade sud de l'édifice, qui possède deux niveaux, comporte deux poivrières et les douves. Les tours sont peut-être le résultat d'un archaïsme volontaire, car les charpentes n'ont pas été étudiées par dendrochronologie.
Les communs sont bâtis de façon soignée.

Un cartouche au-dessus de la porte d'entrée porte le blason de la famille Osmont de Bray. La porte principale et le fronton de la lucarne centrale sont très finement sculptés. L'aile ouest comporte une fenêtre à croisée.